# Trachysphyrus metallicus
Trachysphyrus metallicus är en stekelart som först beskrevs av Cameron 1903.  Trachysphyrus metallicus ingår i släktet Trachysphyrus och familjen brokparasitsteklar. Inga underarter finns listade i Catalogue of Life.